# Euchaetes zonalis
Euchaetes zonalis là một loài bướm đêm thuộc phân họ Arctiinae, họ Erebidae.